# Japonopsimus exocentroides
Japonopsimus exocentroides là một loài bọ cánh cứng trong họ Cerambycidae.